# Museo della civiltà contadina (San Nicola la Strada)

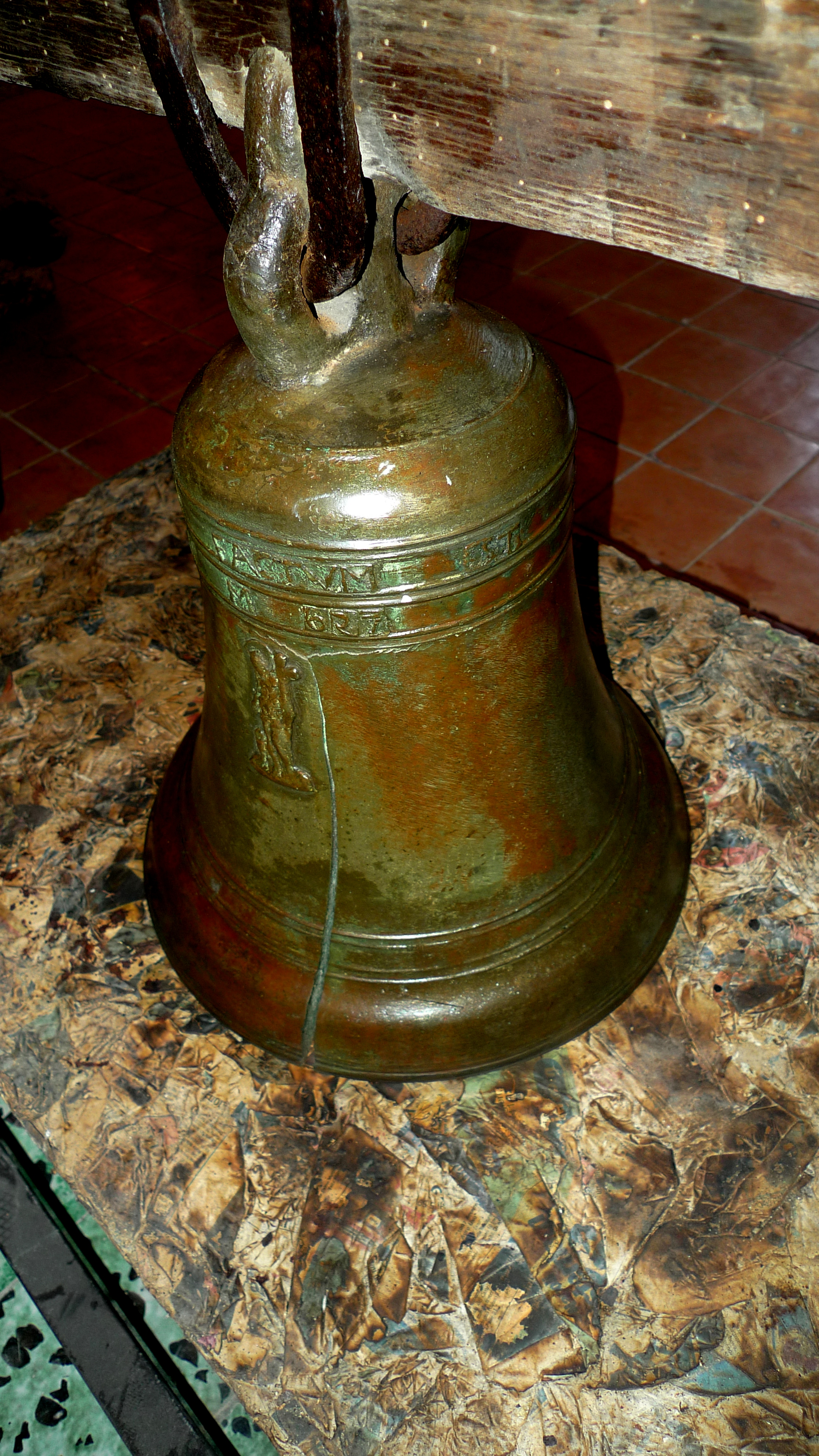
San Nicola la Strada (CE), Museo della Civiltà Contadina, campana della chiesa di san Giovanni e an Nicola, 1627

Il museo della civiltà contadina è un museo etno-antropologico ubicato a San Nicola la Strada, provincia di Caserta, di proprietà comunale.

## Storia
Il Museo fu istituito nel 1995 con il nome di "Museo della civiltà contadina"e inaugurato nel 1995, e nuovamente nel 1998. La denominazione di Museo di Antropologia Culturale (MAC) fu deliberata nel 2012 ma non è mai stata effettivamente adottata. 
Nel 2009 il museo ottenne il riconoscimento di interesse Regionale Campania, ai sensi della Legge Regionale 12/2005. Nel 2021 il museo è diventato membro del Sistema Museale "Terra di Lavoro".

## Sede

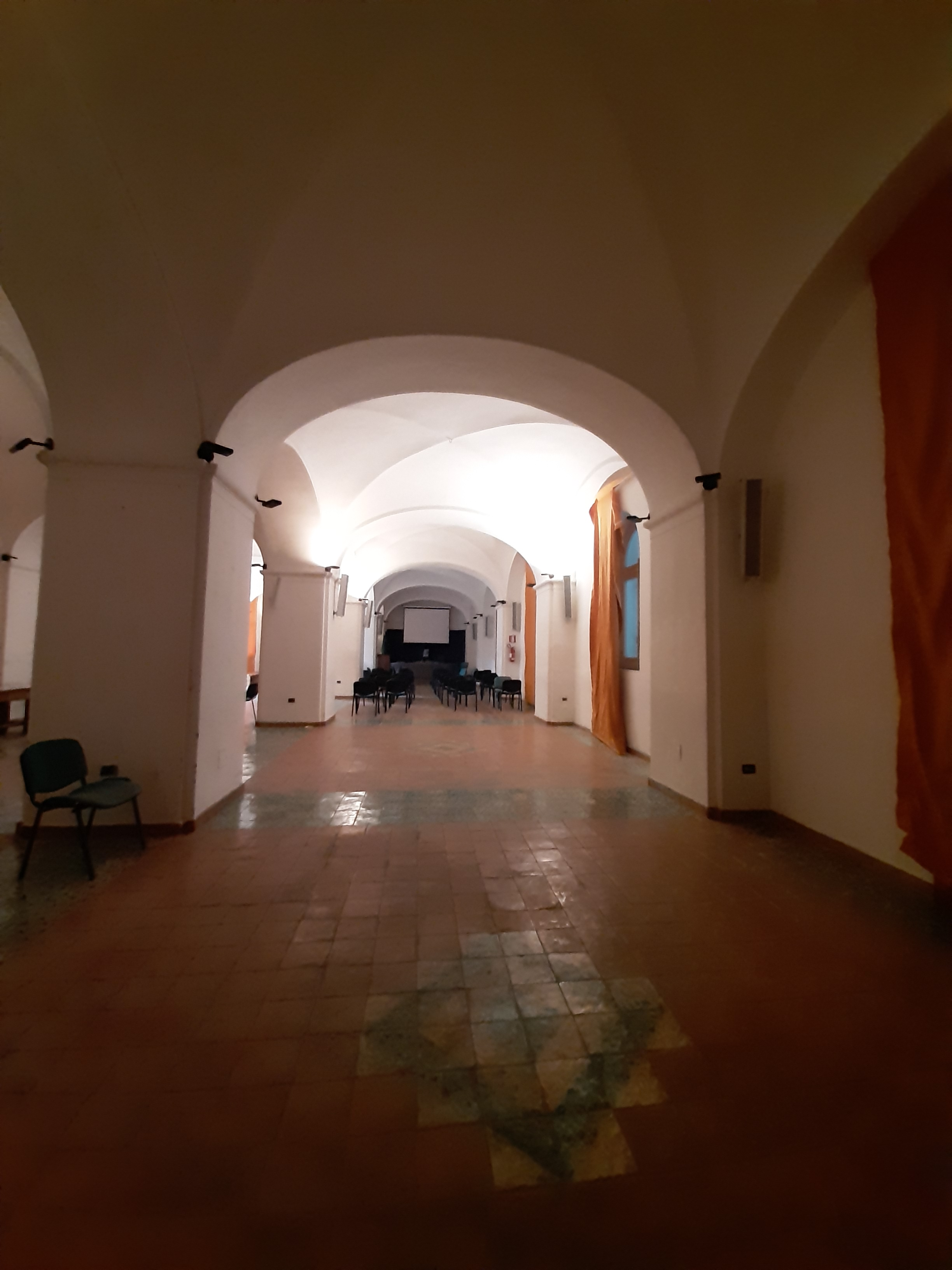
San Nicola la Strada, museo, salone borbonico.

E' ospitato in parte dei locali del refettorio del Real Convitto di Santa Maria delle Grazie, un ampissimo locale diviso in due navate. Il museo include il cosiddetto "Salone borbonico" che si offre come sala multifunzionale per eventi culturali (conferenze, concerti, rappresentazioni teatrali) e occupa parte di una delle navate dell'originario refettorio.La gran parte della seconda navata del refettorio originario ospita l'esposizione museale. 

## Collezione
Il museo conserva ed espone strumenti, attrezzi, arredi e abiti che documentano diversi aspetti della società pre-industriale e in particolare della cultura artigiana e contadina del territorio. Gli esemplari sono oggetti d'uso realizzati in circa 70-100 anni prima del 1970 con almeno due rilevanti eccezioni. 

## Allestimento
L'esposizione è articolata in 9 allestimenti (uno precede l'inizio vero e proprio del percorso) che sono distribuiti in quattro ambienti e in uno spazio espositivo flessibile destinato alle mostre. 
Il primo allestimento illustra con pannelli fotografici e testi l'archeologia e presente tre esemplari di termini di confine (1850 - 1930 circa). 

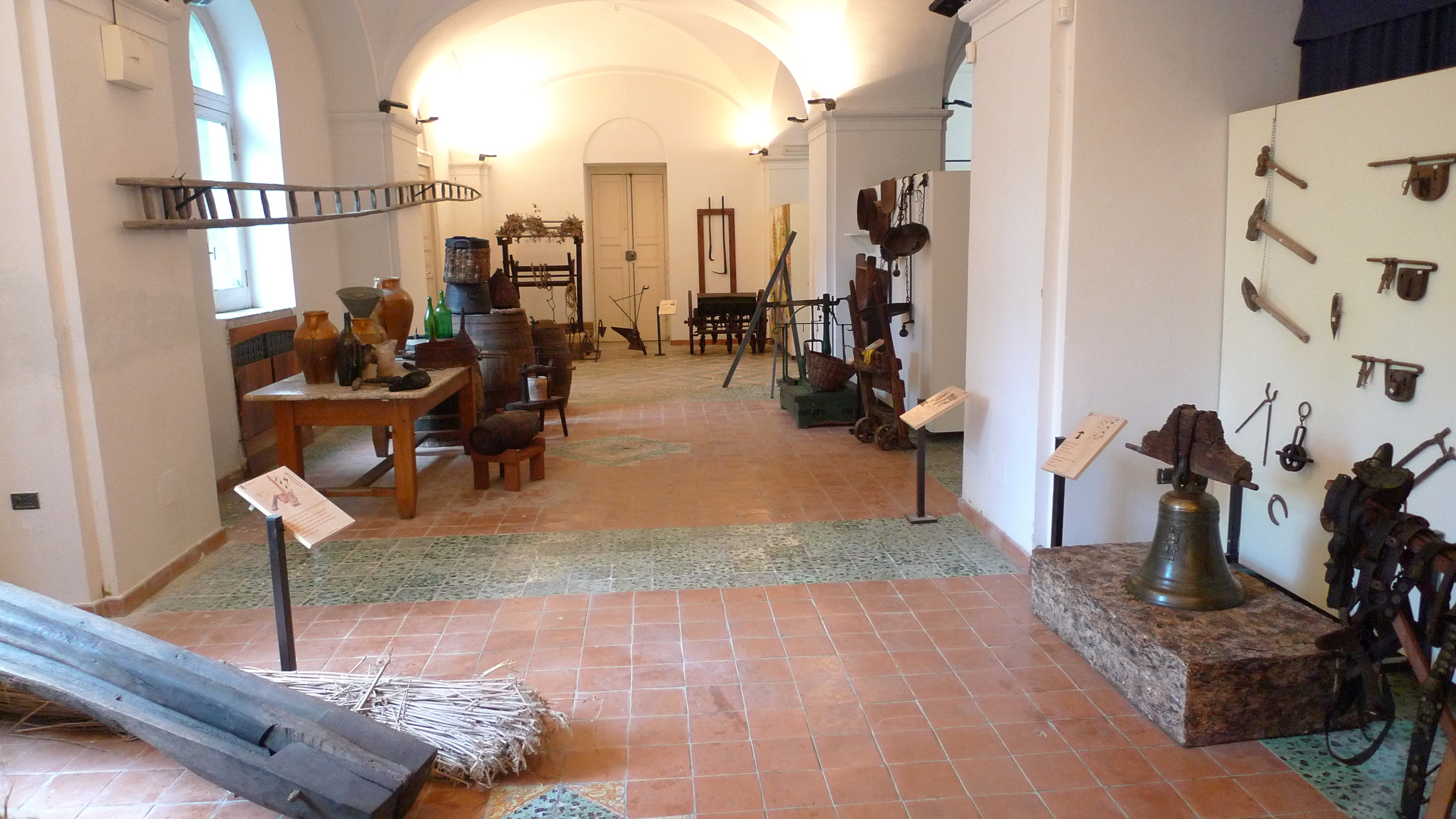
San Nicola la Strada, museo della civiltà contadina, allestimento

Il successivo ambiente testimonia gli attrezzi della bottega del falegname (pialle, seghe di diverse tipologie, succhielli). 
Il 3° allestimento è dedicato al lavoro nei campi e mostra finimenti e gioghi per sfruttare la trazione animale bovina ed equina, erpici, aratri (notevole l'esemplare a mano, interamente in legno). 
Sulla parete opposta si apre una sala dedicata al presepe napoletano del Settecento con allestimento, pastori e abiti realizzati negli anni 2000-2010.
La scena successiva presenta gli strumenti fondamentali per la lavorazione della canapa (macennula, spatula, mattula). Sulla parete opposta sono attrezzi e finimenti per cavalli (ferri di cavallo, selle) e una grande ruota da carro. Spicca la bella campana in bronzo del 1627 proveniente dall'antica chiesa di San Giovanni (e san Nicola), con altorilievi rappresentanti i due santi.

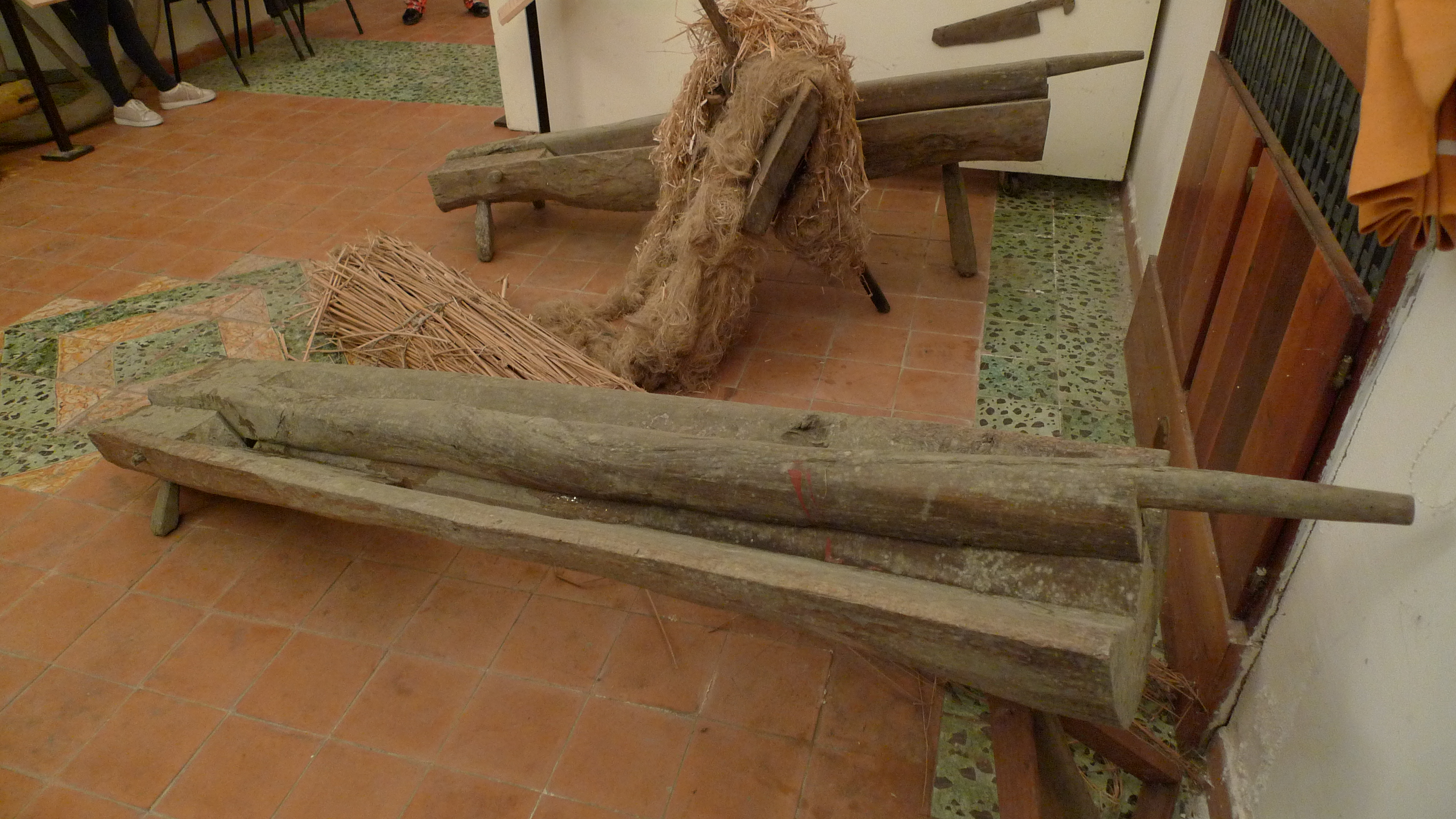
San Nicola la Strada (CE), Museo della Civiltà Contadina, macennula

Un grande tavolo in legno e marmo e la retrostante parete raccolgono ed espongono gli attrezzi indispensabili per la coltivazione della vite, la raccolta dell'uva e la sua trasformazione e conservazione in vino. Si segnalano in particolare la féscena e lo scalillo, propri della millenaria coltivazione della vite maritata all'olmo le cui alberate furono rese celebri dai viaggiatori del Grand Tour e dai dipinti di Hackert. Completa l'allestimento un grande torchio mobile perché montato su ruote, databile al 1930 circa.
Di grande interesse è il mezzo tomolo, che reca incisa la data 1831, destinato alla misura dei cosiddetti 'aridi' (granaglie, legumi). L'ultimo allestimento di questa sala presenta un pozzo con i suoi cordami e secchi. 

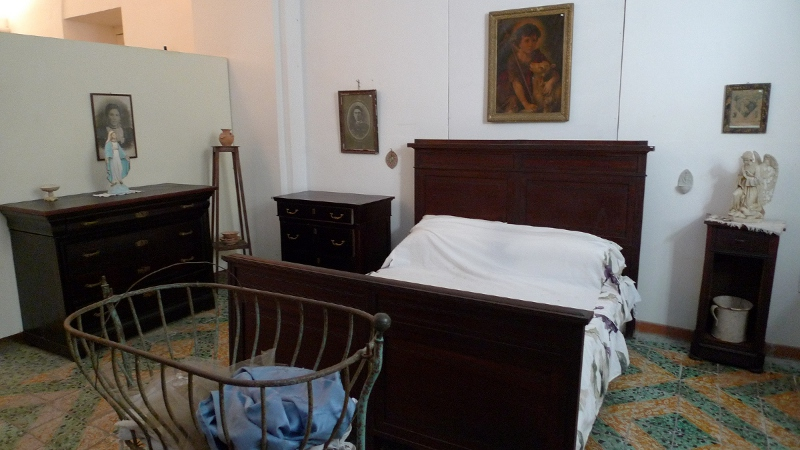
San Nicola la Strada (CE), Museo della Civiltà Contadina, sala quinta, camera da letto padronale

La sala successiva è divisa in due scene e vuole evocare in modo suggestivo la casa di un massaro benestante con l'ambiente di cucina e soggiorno e quello destinato a camera da letto. Spiccano la culla (1920 - 1940), la macchina per cucine (1900 - 1930), l'arcolaio (di tecnologia molto arcaica).

## Attività
Il museo è a ingresso gratuito. Organizza periodicamente mostre, visite guidate, concerti.